# Bradford Park Avenue Association Football Club
Bradford (Park Avenue) Association Football Club é um clube de futebol Inglês baseado em Bradford, West Yorkshire, Inglaterra. O clube foi anteriormente conhecido simplesmente como Bradford, mas depois de uma reformulação de 1970 tornou-se conhecido como Bradford Park Avenue. Seu nome deriva do antigo estádio do clube em Horton Park Avenue (desenhado por Archibald Leitch)  em Bradford. Atualmente faz parte da Conference North. O Bradford Park Avenue é um dos 35 clubes a competir em todas as quatro camadas superiores do futebol Inglês. Atualmente disputa a National League North, que equivale a 6ª divisão do futebol inglês.

## Elenco atual
Última atualização: 28 de outubro de 2023.

## Títulos

### Liga
- West Yorkshire League Championship
  - 1895–96

- Leeds Workpeople's Hospital Cup
  - 1895–96

- Football League Division Three North
  - 1927–28

- North West Counties League Division One
  - 1994–95

- Northern Premier League Division One
  - 2000–01

- Northern Premier League Division One North
  - 2007–08

### Copa
- Northern Premier League President's Cup
  - 2006

## Ligação externa
- Official website